# Бадуш
Бадуш (араб. بادوش‎) — деревня на севере Ирака в мухафазе Ниневия, расположенная к северо-западу от Мосула.

## Регион
В окрестностях есть несколько важных объектов:
Плотина Бадуш, которая строится на реке Тигр, расположена к северу от деревни.
Бадушский цементный завод, расположенный на северо-востоке. Завод был одним из крупнейших производителей цемента в Ираке и первоначально имел три производственные линии для цемента, способные производить 6300 метрических тонн в год.
Тюрьма Бадуш, расположенная на юго-западе. Тюрьма была местом резни в июне 2014 года, когда Исламское государство Ирака и Леванта (ИГИЛ) убило не менее 670 заключённых шиитского вероисповедания.